# Inmigración neozelandesa en los Estados Unidos
Los neozelandeses en Estados Unidos son estadounidenses que tienen ascendencia neozelandesa. Según las encuestas de 2010, hay 19,961 estadounidenses de Nueva Zelanda. La mayoría de ellos son de ascendencia europea, pero algunos cientos son de ascendencia indígena de Nueva Zelanda, como los maoríes. Aproximadamente 925 de esos neozelandeses estadounidenses declararon que eran de origen tokelauano. El censo de 2000 también indicó la existencia de 1.994 personas de ascendencia maorí en los Estados Unidos.

## Historia
Muchos neozelandeses llegaron a Estados Unidos después de la Segunda Guerra Mundial. Una parte significativa (aunque no la mayoría) de estos inmigrantes eran novias de guerra, porque se habían casado con militares estadounidenses que estaban apostados en el frente bélico del Pacífico en el marco de la Segunda Guerra Mundial. Desde la década de 1940, la mayoría de los neozelandeses que se establecieron en los Estados Unidos vinieron en busca de educación superior o empleo, especialmente en trabajos relacionados con las industrias de finanzas, importación y exportación y entretenimiento.
Se han creado algunas pequeñas comunidades de neozelandeses en el área de Chicago y en las áreas de Green Bay y Madison, Wisconsin.
Un subgrupo importante entre los inmigrantes neozelandeses es del de los inmigrantes maoríes.

## Otras lecturas
- Knight, Judson. "New Zealander Americans." Gale Encyclopedia of Multicultural America, edited by Thomas Riggs, (3rd ed., vol. 3, Gale, 2014), pp. 289–299. Online

- Datos: Q7015203